# Tristoma adintegrum
Tristoma adintegrum är en plattmaskart. Tristoma adintegrum ingår i släktet Tristoma och familjen Capsalidae. Inga underarter finns listade i Catalogue of Life.